# Lâm Văn Mẫn
Lâm Văn Mẫn (sinh ngày 10 tháng 12 năm 1970) là chính khách Việt Nam. Ông hiện là Ủy viên Ban Chấp hành Trung ương Đảng Cộng sản Việt Nam khóa XIII, Uỷ viên Uỷ ban Thường vụ Quốc hội, Chủ tịch Hội đồng dân tộc của Quốc hội, Đại biểu Quốc hội khóa XV. Ông từng là Bí thư Tỉnh ủy Sóc Trăng, Trưởng Đoàn Đại biểu Quốc hội khóa XV tỉnh Sóc Trăng.

## Lý lịch và học vấn
Lâm Văn Mẫn, dân tộc Khmer, sinh ngày 10 tháng 12 năm 1970, quê quán xã Phú Tâm, huyện Châu Thành, tỉnh Sóc Trăng.
Trình độ học vấn: Tiến sĩ Kinh tế, Cử nhân Luật.

## Sự nghiệp

### Tỉnh Sóc Trăng
Thời trẻ, ông làm Kế toán ở Khách sạn Khánh Hưng (Nhà khách của tỉnh Sóc Trăng)
Lâm Văn Mẫn từng đảm nhận chức vụ: Phó Chủ tịch Uỷ ban nhân dân tỉnh, Bí thư Huyện ủy Châu Thành, Sóc Trăng.
Tại Đại hội Đảng toàn quốc lần thứ XI (tháng 1/2011), Lâm Văn Mẫn được bầu làm Ủy viên Dự khuyết Ban Chấp hành Trung ương Đảng.
Ngày 4/9/2012, Hội đồng nhân dân tỉnh Sóc Trăng khóa VIII, đã bầu Lâm Văn Mẫn, Ủy viên dự khuyết Ban chấp hành Trung ương Đảng, Tỉnh ủy viên, Bí thư Huyện ủy Châu Thành giữ chức vụ Phó Chủ tịch Uỷ ban nhân dân tỉnh Sóc Trăng nhiệm kỳ 2011-2016, với 47/49 phiếu đồng ý.
Chiều ngày 29/10/2015, Đại hội đại biểu Đảng bộ tỉnh Sóc Trăng lần thứ XIII, nhiệm kỳ 2015 – 2020 đã bầu Lâm Văn Mẫn giữ chức Phó Bí thư Tỉnh ủy.
Ngày 10/12/2015, Hội đồng nhân dân tỉnh Sóc Trăng tổ chức kỳ họp thứ 14, khóa VIII, nhiệm kỳ 2011-2016 bầu Lâm Văn Mẫn, Ủy viên Dự khuyết Ban Chấp hành Trung ương Đảng, Phó Bí thư Tỉnh ủy, Phó Chủ tịch Ủy ban nhân dân tỉnh giữ chức Chủ tịch Hội đồng nhân dân tỉnh Sóc Trăng nhiệm kỳ 2011-2016.
Tại Đại hội Đảng toàn quốc lần thứ XII (tháng 1/2016), Lâm Văn Mẫn tiếp tục được bầu làm Ủy viên Dự khuyết Ban Chấp hành Trung ương Đảng.
Ngày 2/7/2016, tại kỳ họp thứ nhất, Hội đồng nhân dân tỉnh Sóc Trăng khóa IX, nhiệm kỳ 2016 - 2021 đã bầu ông Lâm Văn Mẫn, tái đắc cử chức vụ Chủ tịch Hội đồng nhân dân tỉnh khóa IX, nhiệm kỳ 2016 – 2021.
Ngày 14/10/2020, Đại hội đại biểu Đảng bộ tỉnh Sóc Trăng lần thứ XIV, nhiệm kỳ 2020 – 2025 đã bầu Lâm Văn Mẫn giữ chức Bí thư Tỉnh ủy với số phiếu tuyệt đối 51/51.
Tại Đại hội Đảng toàn quốc lần thứ XIII (tháng 1/2021), Lâm Văn Mẫn tiếp tục được bầu làm Ủy viên Ban Chấp hành Trung ương Đảng khóa XIII.
Tháng 7/2021, tại kỳ họp thứ nhất, Quốc hội khóa XV, ông Lâm Văn Mẫn được bầu làm Trưởng Đoàn Đại biểu Quốc hội khóa XV tỉnh Sóc Trăng.
Ngày 22/6/2022, tại Tỉnh ủy Sóc Trăng đã diễn ra lễ công bố quyết định thành lập Ban Chỉ đạo phòng, chống tham nhũng, tiêu cực tỉnh Sóc Trăng do ông Lâm Văn Mẫn là Trưởng ban.

### Hoạt động tại Quốc hội
Ngày 25 tháng 6 năm 2025, tại Kỳ họp thứ 9, Quốc hội khóa XV đã biểu quyết thông qua nghị quyết bầu ông Lâm Văn Mẫn, Ủy viên Trung ương Đảng, Bí thư Tỉnh ủy, Trưởng Đoàn đại biểu Quốc hội khóa XV tỉnh Sóc Trăng giữ chức Ủy viên Ủy ban Thường vụ Quốc hội, Chủ tịch Hội đồng Dân tộc của Quốc hội khóa XV.

## Vinh danh
- Huân chương Lao động hạng Nhì (2020)[1]
- Huân chương Lao động hạng Ba (2014)[1]